# Forter Castle
Forter Castle ist ein Tower House mit L-förmigem Grundriss im Glenisla in der schottischen Council Area Angus. James Ogilvy, 5. Lord of Airlie, ließ es 1560 erbauen. 1640 brannte es Archibald Campbell, 8. Earl of Argyll, nieder. Anfang der 1990er-Jahre wurde es wieder aufgebaut.

## Geschichte
James Ogilvy ließ Forter Castle erbauen, um den Weg über den Balloch Pass ins Glen Shee vor Eindringlingen zu schützen.
James Ogilvys Enkel James Ogilvy, 7. Lord of Airlie, wurde 1639 von König Karl II. von England zum Earl of Airlie erhoben. 1650 weigerte sich James Ogilvy, den National Covenant zu unterzeichnen, daher brannte der Duke of Argyll Forter Castle zusammen mit Airlie Castle nieder. Die Ogilvys zogen auf Cortachy Castleum. 1988 wurde Forter Castle von Robert Pooley neu aufgebaut.

## Architektur
Die Burg besteht aus einem Hauptblock und einem im rechten Winkel im Südosten angebauten Flügel, sodass sich ein L-förmiger Grundriss ergibt. Im Erdgeschoss befinden sich zwei Lagerkeller und die Küche; alle drei Räume haben Gewölbedecken. Die Trennwände zwischen den Räumen fehlten bis zur Renovierung. Der Rittersaal war im 1. Obergeschoss und hatte einen offenen Kamin. Darüber gibt es zwei weitere Vollgeschosse und ein Dachgeschoss.
Die 1988 wieder erbaute Burg hat fünf Geschosse. Im 1. Obergeschoss liegt weiterhin der Rittersaal, im 2. Obergeschoss das Paradeschlafzimmer. Im 3. Obergeschoss liegen drei weitere Schlafkammern.
Historic Environment Scotland hat Forter Castle als historisches Bauwerk der Kategorie B gelistet.